# Rolf Einmahl
Rolf Einmahl (* 3. Dezember 1949 in Aachen) ist ein deutscher Politiker (CDU). Er war von 2000 bis 2010 Abgeordneter des Landtags von Nordrhein-Westfalen.

## Leben
Einmahl absolvierte im Jahr 1969 sein Abitur, studierte im Anschluss von 1970 bis 1975 Jura in Köln und legte 1975 sein Erstes Staatsexamen sowie 1979 sein Zweites Staatsexamen ab. Seitdem ist er als Rechtsanwalt tätig.

## Politik
Einmahl gehört seit 1968 der CDU an und ist seit 1979 Mitglied des Rates der Stadt Aachen. Seit 1992 ist er dort Fraktionsvorsitzender. Im Jahr 1994 wurde er Mitglied der Landschaftsversammlung Rheinland, wo er seit 1999 auch Mitglied des Fraktionsvorstandes ist. Dem Landtag von Nordrhein-Westfalen gehörte er seit dem 2. Juni 2000 an. Er wurde 2000 und 2005 im Wahlkreis Aachen I direkt gewählt, 2010 verlor er den Wahlkreis an den SPD-Bewerber Karl Schultheis. Im Landtag gehörte er dem Rechtsausschuss und dem Wahlprüfungsausschuss als ordentliches Mitglied an.